# Буканське
Бука́нське (рос. Буканское) — село у складі Мамонтовського району Алтайського краю, Росія. Адміністративний центр Буканської сільської ради.

## Населення
Населення — 1005 осіб (2010; 1193 у 2002).
Національний склад (станом на 2002 рік):
- росіяни — 92 %